# سخنرانی پادشاه
سخنرانی پادشاه (به انگلیسی: The King's Speech) فیلمی بریتانیایی در ژانر درام تاریخی به کارگردانی تام هوپر و نویسندگی دیوید سیدلر است که در ۲۰۱۰ اکران شد. کالین فرث نقش پادشاه آینده، جرج ششم را ایفا می‌کند که برای کنار آمدن با لکنت، به ملاقات با لیونل لوگ، درمانگر گفتار و زبان استرالیایی با بازی جفری راش می‌رود. آن‌ها در طول جلسات درمان با هم دوست می‌شوند و پس از کناره‌گیری ادوارد هشتم از تاج و تخت، پادشاه جدید به لوگ تکیه می‌کند تا کمک کند اولین پخش رادیویی خود را در زمان اعلام جنگ بریتانیا علیه آلمان در سال ۱۹۳۹ انجام دهد.
سیدلر پس از یادگیری نحوهٔ مدیریت بیماری لکنت که در دوران جوانی خود به آن مبتلا شده بود، دربارهٔ زندگی جورج ششم مطالعه کرد. او از اوایل دههٔ ۱۹۸۰ در مورد رابطه بین درمان‌گر و بیمار سلطنتی شروع به نوشتن کرد، اما به درخواست همسر پادشاه الیزابت، شهبانوی مادر، کار را تا زمان مرگ الیزابت در سال ۲۰۰۲ به تعویق انداخت. او بعداً فیلم‌نامه را برای تئاتر بازنویسی کرد تا بر رابطهٔ اساسی بین دو قهرمان داستان تمرکز داشته باشد. نه هفته قبل از شروع فیلم‌برداری، سازندگان فیلم از وجود یادداشت‌هایی که توسط لوگ نوشته شده بود، اطلاع پیدا کردند و به آن‌ها اجازه داده شد که مطالبی از یادداشت‌ها و کتاب را در فیلم‌نامه بگنجانند. تصویربرداری اصلی از نوامبر ۲۰۰۹ تا ژانویهٔ ۲۰۱۰ در لندن و اطراف بریتانیا به طول انجامید.
سخنرانی پادشاه از لحاظ فروش در گیشه و نظر منتقدان فیلم موفقی بود. این فیلم در زمینهٔ سبک بصری، طراحی صحنه، فیلم‌نامه، کارگردانی، موسیقی متن و بازیگران آن به‌طور گسترده توسط منتقدان تحسین شد. بازنمایی فیلم از جزئیات تاریخی، به ویژه معکوس کردن مخالفت وینستون چرچیل با کناره‌گیری از سلطنت از سوی چند مفسر مورد بحث قرار گرفت. این فیلم جوایز و نامزدی‌های متعددی به‌ویژه برای نقش‌آفرینی کالین فرث دریافت کرد که برندهٔ جوایز بهترین بازیگر مرد شد. سخنرانی پادشاه نامزد دریافت ۱۲ جایزهٔ اسکار شد و چهار جایزهٔ اسکار از جمله بهترین فیلم را دریافت کرد. این فیلم با بودجهٔ ۱۵ میلیون دلاری ساخته شد و بیش از ۴۲۷ میلیون دلار در سراسر جهان فروش داشت.
نسخه صحنه‌ای «سخنرانی پادشاه» به بیش از نیمی از زبان‌های دنیا ترجمه شده و در ۴ قاره اجرا شده است. این نمایش پس از اجرا در تئاتر ویندهام در وست اند لندن در سال ۲۰۱۲، قرار بود به برادوی برود، اما با پاندمی کرونا در سال ۲۰۲۰ متوقف شد. 

## داستان
آلبرت (کالین فرث)، دوک یورک و فرزند کوچکتر پادشاه جرج پنجم (مایکل گمبون)، در نمایشگاه امپراتوری ۱۹۲۵ در ورزشگاه ومبلی صحبت می‌کند. هنگام سخنرانی توقف و لکنت در سخنرانی او به وضوح برای هزاران نفر از شنوندگان و مخاطبان آشکار می‌شود. جرج پنجم، پدر آلبرت و پادشاه بریتانیا در طول جنگ جهانی اول، اولین پادشاه بریتانیایی است که با استفاده از رادیو برای مردمش صحبت می‌کند. جرج پنجم به زودی در بستر بیماری گرفتار می‌آید و سرانجام از دنیا می‌رود. به این ترتیب برادر بزرگِ آلبرت، دوید، گای پیرس، با عنوان پادشاه ادوارد هشتم به عنوان پادشاه بریتانیا معرفی می‌گردد با این حال او نشانی از مسئولیت‌پذیری به عنوان پادشاه از خود بروز نمی‌دهد.
در عین حال آلبرت به دنبال درمان ناتوانی خود در سخنرانی است. درمانهای مرسوم دلسردکننده‌اند تا اینکه الیزابت، همسر آلبرت (هلنا بونهام کارتر) با گفتار درمانی استرالیایی با روش‌های نوین که در لندن ساکن است به نام لیونل لوگ (جفری راش) آشنا می‌شود و خود را با نام خانم جانسون معرفی می‌کند. لیونل ابتدا از پذیرش آلبرت امتناع می‌کند ولی با اطلاع یافتن از هویت آلبرت و الیزابت مسئولیت درمان وی را بر عهده می‌گیرد؛ ولی کار به سادگی پیش نمی‌رود و آلبرت در مقابل درمانگر به ویژه در مقابل کنجکاوی‌های لیونل به خاطر کنکاش در زندگی خصوصی‌اش از خود مقاومت نشان می‌دهد. در عین حال لیونل هم فردی سخت‌کوش است با اجرای یک سری از قوانین خاص خود سعی در ریشه‌یابی و درمان ناتوانی دارد.
کنکاش‌های لیونل سرانجام وی را به ریشه ناتوانی آلبرت می‌رساند. وی در می‌یابد که بدرفتاری توسط پرستار دوران کودکی و استهزاء توسط برادرش دیوید دلایل بروز این ناهنجاری در آلبرت هستند. لیونل با بکار بستن روش‌های مختلفی سعی در بهبودی آلبرت (که لیونل او را برتی صدا می‌زند) دارد. در حین درمان این دو تبدیل به دوستانی نزدیک می‌شوند و آلبرت برخی اوقات برای صحبت عادی و مشورت نیز پیش لیونل می‌رود.
پادشاه ادوارد به قصد ازدواج با زنی که قبلاً دو بار ازدواج کرده بوده، والس سیمپسون، مجبور به استعفاء از مقام پادشاهی می‌شود؛ و به این ترتیب آلبرت می‌بایست جایگزین وی شود. هم‌زمان با این اتفاقات نخست‌وزیر بریتانیا، استنلی بالدوین، به خاطر ازدواج پادشاه ابتدا تهدید به استعفاء کرده و سپس تهدید خود را عملی می‌کند. نویل چمبرلین نخست‌وزیر می‌شود، البته او تنها یکبار در فیلم ظاهر می‌شود، برعکس وینستون چرچیل که نقش پر رنگ‌تری در فیلم ایفا می‌کند.
پس از کناره‌گیری پادشاه ادوارد هشتم در سال ۱۹۳۶ از تاج و تخت بخاطر ازدواج با سیمپسون، آلبرت با عنوان جرج ششم پادشاه بریتانیا و همسرش الیزابت ملکهٔ بریتانیا می‌شود. پس از تهاجم آلمان به لهستان در سال ۱۹۳۹، چمبرلین به آلمان اعلام جنگ می‌دهد و پادشاه جدید باید برای مردم صحبت کند. با کمک لیونل وی این سخنرانی رادیویی را به صورت فوق‌العاده و بدون لکنت انجام می‌دهد و مورد تشویق تهیه‌کننده رادیو، حاضرین و مردمی که جلوی کاخ باکینگهام جمع شده‌اند می‌گردد.

## بازیگران
- کالین فرث در نقش جرج ششم
- جفری راش در نقش لیونل لوگ

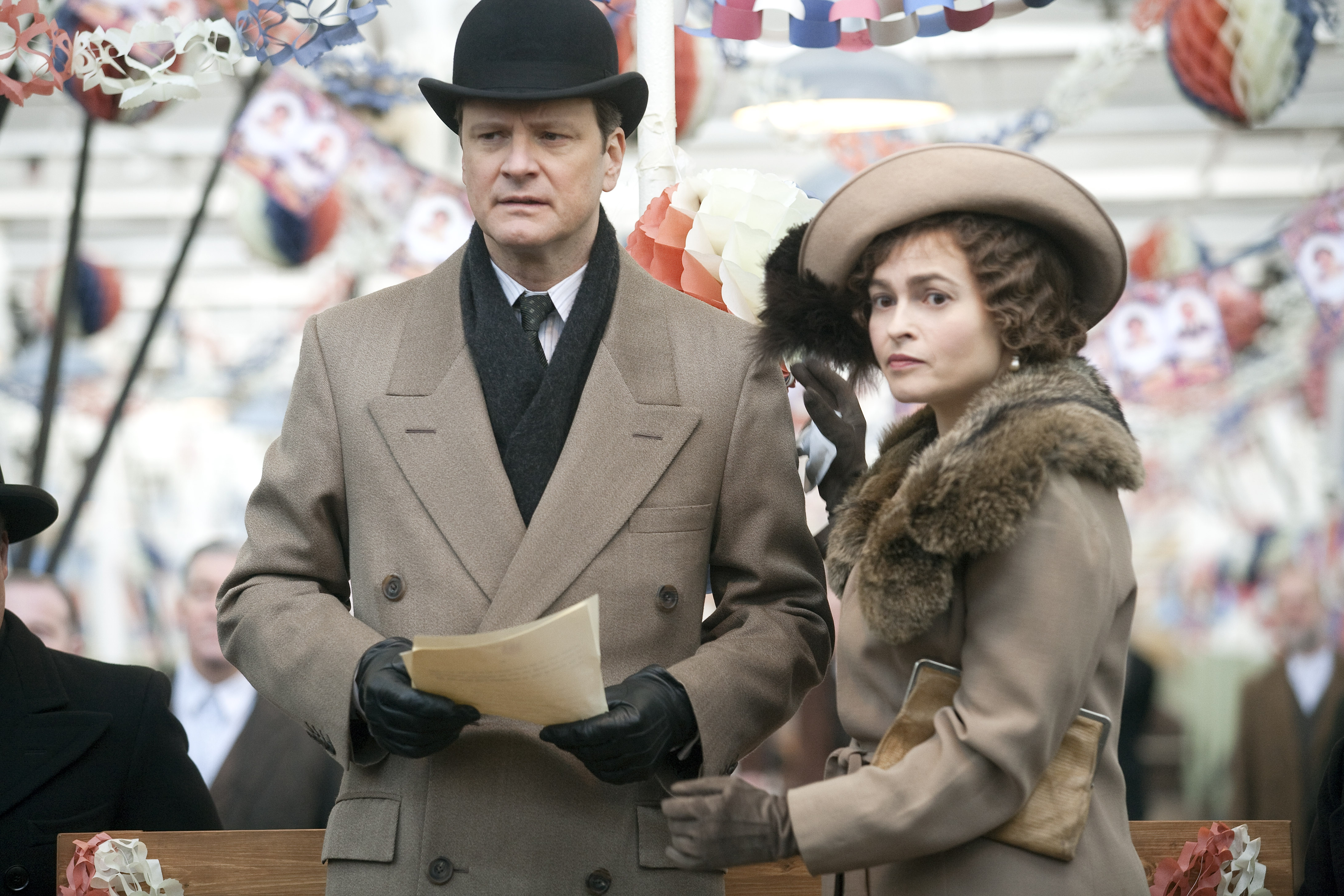
کالین فرث و هلنا بونهام کارتر هنگام فیلم‌برداری در ۲۰۰۹

- هلنا بونهام کارتر در نقش الیزابت، شهبانوی مادر
- گای پیرس در نقش ادوارد هشتم
- تیموتی اسپال در نقش وینستون چرچیل
- درک جاکوبی در نقش کوسمو گوردون لانگ
- جنیفر ایلی در نقش مارتیل لوگ
- مایکل گمبون در نقش جرج پنجم
- فریا ویلسون در نقش الیزابت دوم
- رامونا مارکز در نقش شاهدخت مارگارت
- پاتریک رایکارت در نقش لرد ویگرام
- سایمون چندلر در نقش برتراند ادوارد داوسون
- کلیر بلوم در نقش ماری تک
- اورلاندو ولز در نقش شاهزاده جورج، دوک کنت
- ایو بست در نقش والیس سیمپسون
- آنتونی اندروز در نقش استنلی بالدوین
- اندرو هاویل در نقش رابرت وود

## جایزه‌ها و نامزدی‌ها
فیلم مورد توجه منتقدان و تماشاگران قرار گرفته‌است. فیلم سخنرانی پادشاه با ۷ نامزدی در رشته‌های مختلف از جمله بهترین فیلم درام سال، بهترین بازیگر مرد برای کالین فرث، بهترین بازیگر نقش مکمل زن برای هلنا بونهام کارتر و بهترین بازیگر نقش مکمل مرد برای جفری راش در صدر فهرست نامزدهای جوایز گلدن گلوب ۲۰۱۱ قرار گرفت.

### گلدن گلوب
- برنده بهترین بازیگر نقش مرد برای کالین فرث
- نامزد بهترین فیلم
- نامزد بهترین بازیگر مکمل نقش مرد برای جفری راش
- نامزد بهترین بازیگر مکمل نقش زن برای هلنا بونهام کارتر
- نامزد بهترین کارگردانی برای تام هوپر
- نامزد بهترین فیلم‌نامه برای دیوید سیدلر
- نامزد بهترین موسیقی متن برای الکساندر دسپلا

### اسکار
همچنین این فیلم نامزد ۱۲ جایزه اسکار ۲۰۱۱ بود:
- بهترین فیلم (برنده)
- بهترین کارگردانی (برنده)
- بهترین بازیگر مرد نقش اول (کالین فرث) (برنده)
- بهترین بازیگر مرد نقش مکمل (جفری راش)
- بهترین بازیگر زن نقش اول (هلنا بونهام کارتر)
- بهترین فیلم‌نامه اوریژینال (برنده)
- بهترین موسیقی
- بهترین صدا
- بهترین طراحی لباس
- بهترین فیلم‌برداری
- بهترین کارگردانی هنری
- بهترین تدوین
[۱۲]